# Dollars and Sex
Dollars and Sex là album thứ ba của ban nhạc rock The Escape Club, phát hành năm 1991. Album bao gồm các đĩa đơn "Call It Poison" và "I'll Be There" – ca khúc sau đạt vị trí thứ 8 trên bảng xếp hạng Billboard Hot 100 .

## Danh sách bài hát
1. "The Edge of Your Bed"
2. "Call It Poison"
3. "So Fashionable"
4. "I'll Be There"
5. "Shout the Walls Down"
6. "This City"
7. "Blast off to Heaven"
8. "Freedom"
9. "Sugar Man"
10. "Come Alive"